# Баранець звичайний (птах)
Баранець звичайний, бекас (Gallinago gallinago) — невеликий прибережний птах родини баранцевих, поширений у Старому Світі.

## Морфологічні ознаки
Маса тіла 110—170 г, довжина тіла 25-27 см, розмах крил 37-43 см. Верх строкатий, з чорно-бурими, іржастими і вохристими плямами і смугами; верх голови чорно-бурий, з вохристо-жовтою поздовжньою смугою; горло білувате; воло вохристе, з темно-бурими рисками; інше оперення низу біле, з темно-бурими смугами на боках тулуба; махові пера темно-бурі, другорядні — з білуватою верхівкою; стернові пера іржасто-руді, з темно-бурими смугами; дзьоб чорний, біля основи сірий; ноги темно-сірі.

## Поширення та місця існування
Гніздовий ареал включає болота, тундру, вологі луки Північної Європи та Північної Азії, узимку мігрує до Південної Європи, Африки, Південної Азії.
В Україні гніздовий, перелітний, зрідка зимуючий птах. Гніздиться в лісовій і лісостеповій смугах, а також на півночі степової смуги; мігрує скрізь; інколи зимує на південному заході країни та на Сиваші.

## Гніздування

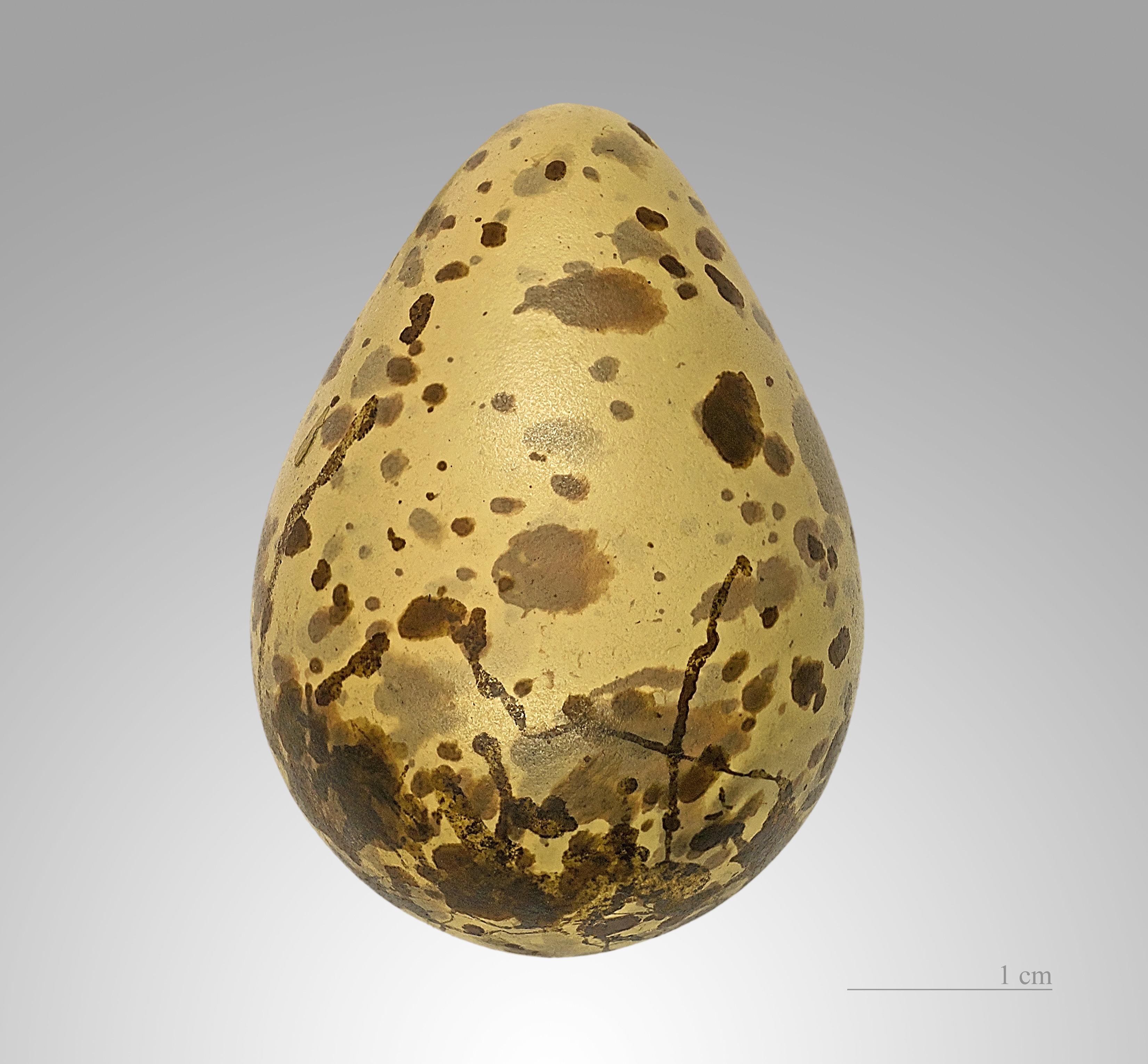
Яйце баранця звичайного в оологічній колекції

Характерною рисою шлюбної поведінки є токовий політ самця, під час якого він літає колами над болотом, час від часу кидається під кутом майже 45° вниз з розпущеним хвостом і своєрідними короткими, але дуже швидкими рухами крил. При цьому бічні рульові пера, видають голосний тремтливий звук — «бекання».
Гніздо самка влаштовує на купині або в кущику трави. Воно завжди добре замасковане і являє собою досить глибоку ямку, акуратно вистелену сухими стеблинами трави. У повній кладці зазвичай чотири яйця, які самка насиджує протягом 19—21 дня.

## Галерея

Зображення баранця на купюрі нідерландського гульдена зразка 1973—1985 рр.